# Route nationale 9 (Guinée)
Pour les articles homonymes, voir Route nationale 9.
La Route nationale 9 (N9) est une route nationale en république de Guinée, commençant à Kandika à la frontière bissau-guinéenne et se terminant à Lébékéré. Là, il se transforme en N8. Elle mesure 200 kilomètres de long.

## Tracé
- Kandika
- Sareboido
- Kandika
- Koundara
- Youkounkoun
- Termesse
- Guingan
- Touba
- Sounbouya